# Froelichia
Froelichia es un género de plantas fanerógamas  pertenecientes a la familia Amaranthaceae. Comprende 28 especies descritas y de estas, solo 15 aceptadas.

## Descripción
Son plantas anuales (hierbas perennes en otros lugares), pero con la raíz algo leñosa. Tallos erectos o muy ascendentes,  densamente pubescente con pelos ramificados, generalmente de lana, sobre todo los nodos que a menudo parecen telarañas, los pelos cada vez más cortos cerca de la punta, a veces también un poco pegajosa. Hojas opuestas,  de 5-14 cm de largo, un poco gruesa o de cuero, linear a estrechamente oblongo-lanceolada. Las inflorescencias terminales, en panículas estrechas con pares de espigas densas ascendentes de los nodos del eje principal. Frutas  ocultas en el cáliz persistente y semillas algo aplanadas, circular o casi, con la superficie brillante.

## Distribución
Doce de 20 especies, distribuidas por Estados Unidos y Canadá hasta América del Sur  y las islas del Caribe.

## Taxonomía
El género fue descrito por Alexander von Bunge y publicado en Methodus Plantas Horti Botanici et Agri Marburgensis : a staminum situ describendi 50. 1794. La especie tipo es: Froelichia lanata Moench

## Especies
| - Froelichia alata - Froelichia arizonica - Froelichia braunii - Froelichia campestris - Lista completa de especies |